# Ruth Snellman
Ruth Snellman, född Sibelius 23 november 1894 i Helsingfors, död 22 juni 1976 i Helsingfors, var en finländsk skådespelare.
Snellman var dotter till Jean Sibelius och dennes hustru Aino. Hon skolades vid Finlands nationalteaters elevskola. vid nationalteatern blev hon 1913 praktikant och skådespelare 1915. Därefter gjorde hon studieresor till Tyskland, Frankrike och Ryssland. 1921 gjorde hon sin filmdebut i Skrattar bäst som skrattar sist (Se parhaiten nauraa, joka viimeksi nauraa). 1963 belönades hon med Jussistatyetten för bästa kvinnliga huvudroll i filmen Ett förtjusande äventyr (Ihana seikkailu).
1951 tilldealdes Snellman Pro Finlandia-medaljen samt Finska teaterförbundets guldmedalj. Totalt innehade Snellman över 300 teaterroller och medverkade i elva filmer, varav en TV-film.
Hon var gift med skådespelaren Jussi Snellman från 1916.

## Filmografi[6]
- Skrattar bäst som skrattar sist, 1921
- Så tuktas en man, 1936
- För en mark, 1938
- Min son generalkonsuln, 1940
- Kvartetten som förenades, 1942
- Kvinnorna på Larsvik, 1944
- Ungdom på avvägar, 1946
- ”Hjälte som hjälte”, 1948
- Ett förtjusande äventyr, 1962
- Juhlat linnassa (TV), 1966
- Muistelemme Heidi Blåfieldia (TV), 1967 (som sig själv)